# Un monde sans pitié
Pour plus de détails, voir Fiche technique et Distribution.
Un monde sans pitié est un film français réalisé par Éric Rochant, sorti le 22 novembre 1989. Il fut considéré par certains sociologues comme le « film d'une génération ».

## Synopsis
Trentenaire désabusé, Hippo construit sa vie entre son amour de l'idéal féminin et ses idéaux populaires et militants. À l'aube des années 1990, il est issu de cette génération post-soixante-huitarde qui assiste sans espoir au déclin d'une France dominée par la crise économique et sociale, un monde où peut-être l'amour reste l'unique aventure salutaire. Il vit au jour le jour, satisfaisant ses besoins primaires, mais cumulant les déconvenues et subissant de nombreuses blessures d'amour-propre. Il veille sur son frère Xavier, lycéen, qui l'entretient en trafiquant du cannabis, et met de l'animation dans sa vie en invitant ses comparses à des soirées dans leur grand appartement parisien. Hostile à toute forme de changement, volage, il tombe cependant amoureux de Nathalie Rozen, étudiante à l'École normale supérieure, qui intellectualise son existence. Le choc de leurs deux modes de vie constitue l'intérêt de leur rencontre et révèle l'impossibilité pour Hippo de partager ses sentiments, peurs et espoirs. Halpern, son alter ego négligent et désabusé au possible, partage ses moments de sincérité, mais lui renvoie une image négative qui le confine dans ses angoisses.

## Fiche technique
- Titre : Un monde sans pitié
- Réalisation : Éric Rochant
- Scénario : Éric Rochant, participation d'Arnaud Desplechin
- Photographie : Pierre Novion
- Montage : Michèle Darmon
- Musique : Gérard Torikian
- Son : Michael Obst
- Costumes : Zélia Van den Bulke
- Producteur : Alain Rocca
- Sociétés de production : Les Productions Lazennec
- Pays de production : France
- Genre : comédie romantique
- Durée : 84 minutes
- Date de sortie :
  - France : 22 novembre 1989

## Distribution
- Hippolyte Girardot : Hippo
- Mireille Perrier : Nathalie
- Yvan Attal : Halpern
- Jean-Marie Rollin : Xavier
- Hervé Falloux : Denis
- Cécile Mazan : Francine
- Patrick Blondel : J.F., le barman
- Anne Kessler : Adeline
- Aline Still : La mère
- Paul Pavel : Le père
- Paul Bisciglia : L'homme de L'Humanité
- Marc Béhin : un de joueurs de poker
- Patrick Pineau : un des joueurs de poker
- Pierre Trabut : un des joueurs de poker
- Yves Boonen :  normalien, ami de Nathalie
- Jean-Luc Porraz : normalien, ami de Nathalie
- Vincent Vallier :  normalien, ami de Nathalie
- Maryse Meryl : la contractuelle
- Biana : la secrétaire de Normale Sup
- Bernard Mazzinghi : le releveur du compteur EDF
- Jean Clément : le portier du District

## Distinctions

### Prix
- Prix Louis-Delluc en 1989
- César du meilleur premier film en 1990
- César du meilleur espoir masculin 1990 et prix Michel-Simon 1989 pour Yvan Attal
- Prix FIPRESCI au Festival de Venise

### Nominations
Le film a été par ailleurs en compétition pour cinq autres César du cinéma 1990 :
- César du meilleur film
- César du meilleur acteur pour Hippolyte Girardot
- César du meilleur espoir féminin pour Mireille Perrier
- César du meilleur scénario
- César de la meilleure musique originale